# Fortalesa de la Sisquella
|  | Per a altres significats, vegeu «La Sisquella». |

Els vestigis de la fortalesa de la Sisquella són a llevant del mas de la Sisquella, en una petita mola rocallosa que s'acaba amb un planell. Aquesta força centra un antic vilatge que havia format part del primitiu terme del castell de Castelldans.

## Història
El lloc apareix documentat per primera vegada el 1152. El 1197 Xacbert de l'Albagés, Domènec de Viçanda, Pere de Lecinyà i Ramon Adam concediren a Guillem Carbonell, Pere Carbonell i Arnau Lenyader una parellada de terra a cadascú a Riusec, a la vall de Sisquella, per tal que les conreessin i hi construïssin la seva casa. Aquest document es considera la carta de poblament del lloc. Com molts altres paratges de la comarca, pertangué al monestir de Poblet. Ja era un despoblat a principis del s. XVIII.

## Arquitectura
El cim de la mola on s'assentava la fortalesa té forma circular, amb un diàmetre d'uns 15 m. Uns espadats en fan molt difícil l'accés. Les restes de la base del mur perimetral són a llevant. En algun punt es conserva amb una alçada de 50 cm, amb tres filades de maçoneria lligades amb morter. També s'hi veu algun carreu ben treballat. Pascual Madoz (1806-1870) indica que al seu temps encara es conservava un fragment de torre i altres vestigis. La datació d'aquesta fortificació és complicada. Segurament es construí després de la conquesta, als segles XII o XIII, sense que es pugui descartar un origen anterior.